# Christendom in China tijdens de Yuan-dynastie
Het  christendom in China tijdens de periode van de Yuan-dynastie  (1279-1368) was de tweede maal dat het christendom in het land aanwezig was. De eerste maal was tijdens de periode van de Tang-dynastie (618-907). Het christendom was gedurende die dynastie aanwezig van 635 toen Alopen als  eerste missionaris arriveerde  tot kort na 845. Tijdens de Tang-dynastie was er in het land alleen sprake van aanwezigheid van het nestoriaanse christendom. 
De tweede introductie van het christendom in China begon met het binnentrekken van China door een aantal Turkse en Mongoolse nestoriaanse stammen uit Centraal-Azië. Vanuit West-Europa werden vanaf begin dertiende eeuw door koningen en pausen afgezanten gezonden naar het Mongoolse hof in Karakorum. De gedachte was de mogelijkheid te onderzoeken van het creëren van een Europees-Mongoolse alliantie gericht op het heroveren van het Heilig Land. De aankomst van de nestoriaanse Rabban Bar Sauma creëerde ook verwachtingen ten aanzien van de mogelijke hereniging tussen de Kerk van Rome en kerken in het oosten. Deze aspecten leidden tot een missie van de franciscanen tijdens de Yuan-dynastie. 

### Schriftelijke Chinese bronnen

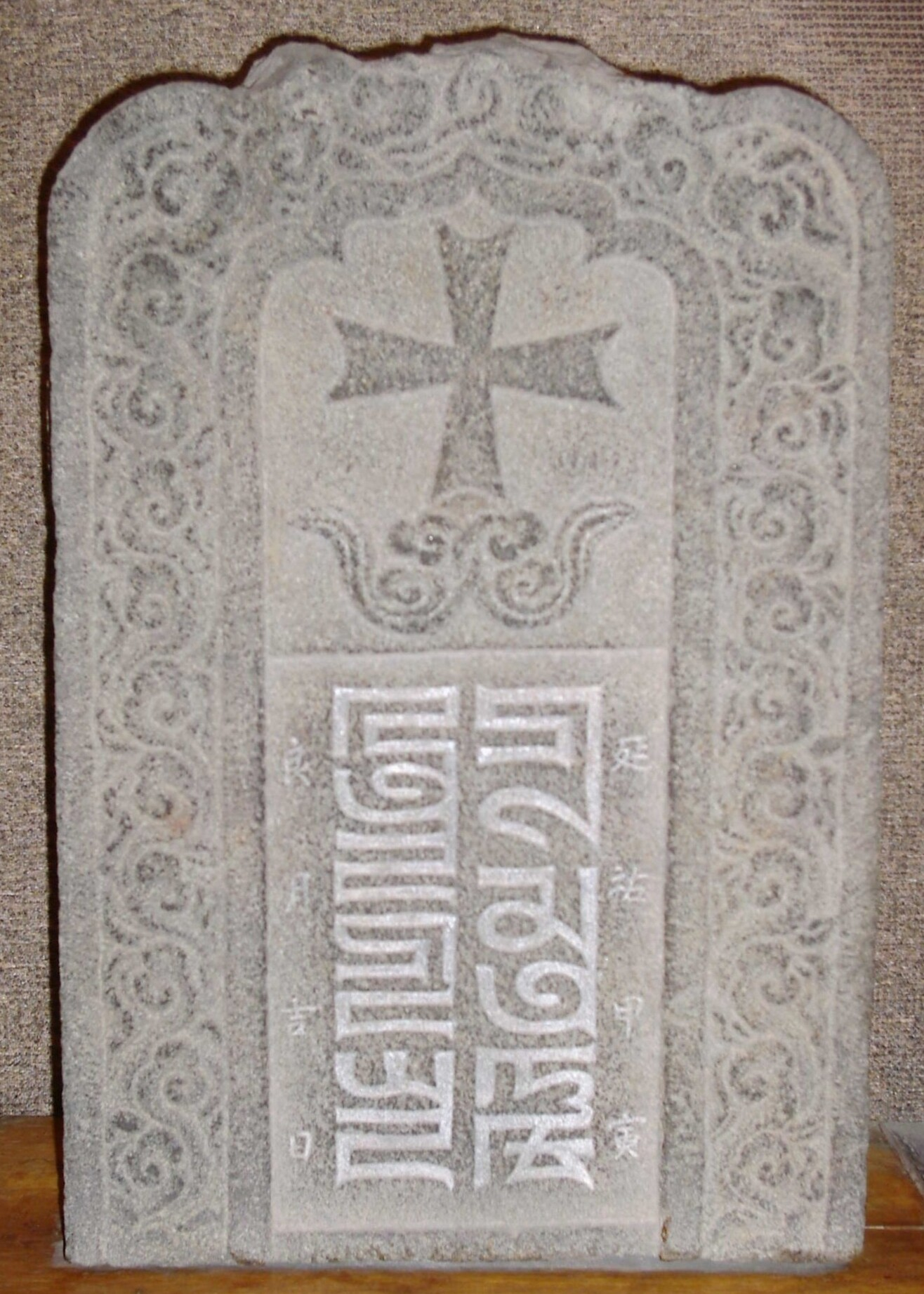
Nestoriaanse grafsteen uit 1314 met inscriptie in Phagspa-schrift in Quanzhou

De eerste is de Yuanshi, de officiële geschiedschrijving van deze dynastie. Er zijn daarnaast twee verzamelingen van administratieve maatregelen tijdens de dynastie, de  Da Yuan shengzeng huochao dianzhang (" Instituties van de Yuan-dynastie") en  Da Yuan tongzhi tiaoge  (" Uitgebreid Boek van de  Instituties van de Yuan-dynastie"). Christenen worden in deze documenten beschreven als   Yelikewen. In  de documenten wordt geen enkel onderscheid gemaakt tussen nestoriaanse, rooms-katholieke en andere christenen. De meeste opmerkingen in deze documenten handelen over keizerlijke decreten die zowel boeddhistische, taoïstische, islamitische als christelijke geestelijkheid vrijstelt van belasting en militaire dienstplicht. 
Er moeten in de periode van de dynastie ongeveer zestig steles bij kerken en kloosters zijn opgericht. Het merendeel van deze steles bestaat niet meer, maar van een aanzienlijk aantal zijn er wel afschriften van de inscripties op de steles bewaard gebleven. Die teksten geven onder meer bekendheid aan de keizerlijke decreten en vermelden het bevel de keizer te vereren en te bidden voor zijn lange levensduur. 
Een belangrijke bron is de  Zhishun Zhenjiang zhi  (" De Annalen van Zhenjiang tijdens de Zhishun-periode "), een beschrijving van de lokale geschiedenis van Zhenjiang, die omstreeks 1332 geschreven moet zijn. Die bevat opmerkingen over zes nestoriaanse kloosters in de omgeving van Zhenjiang, de tekst van vier inscripties van steles en een lijst van christelijke bestuurders van de stad in de periode 1277-1316. Daarnaast bevat het de resultaten van een volkstelling waarin christenen afzonderlijk werden gekwantificeerd.

### Westerse schriftelijke bronnen

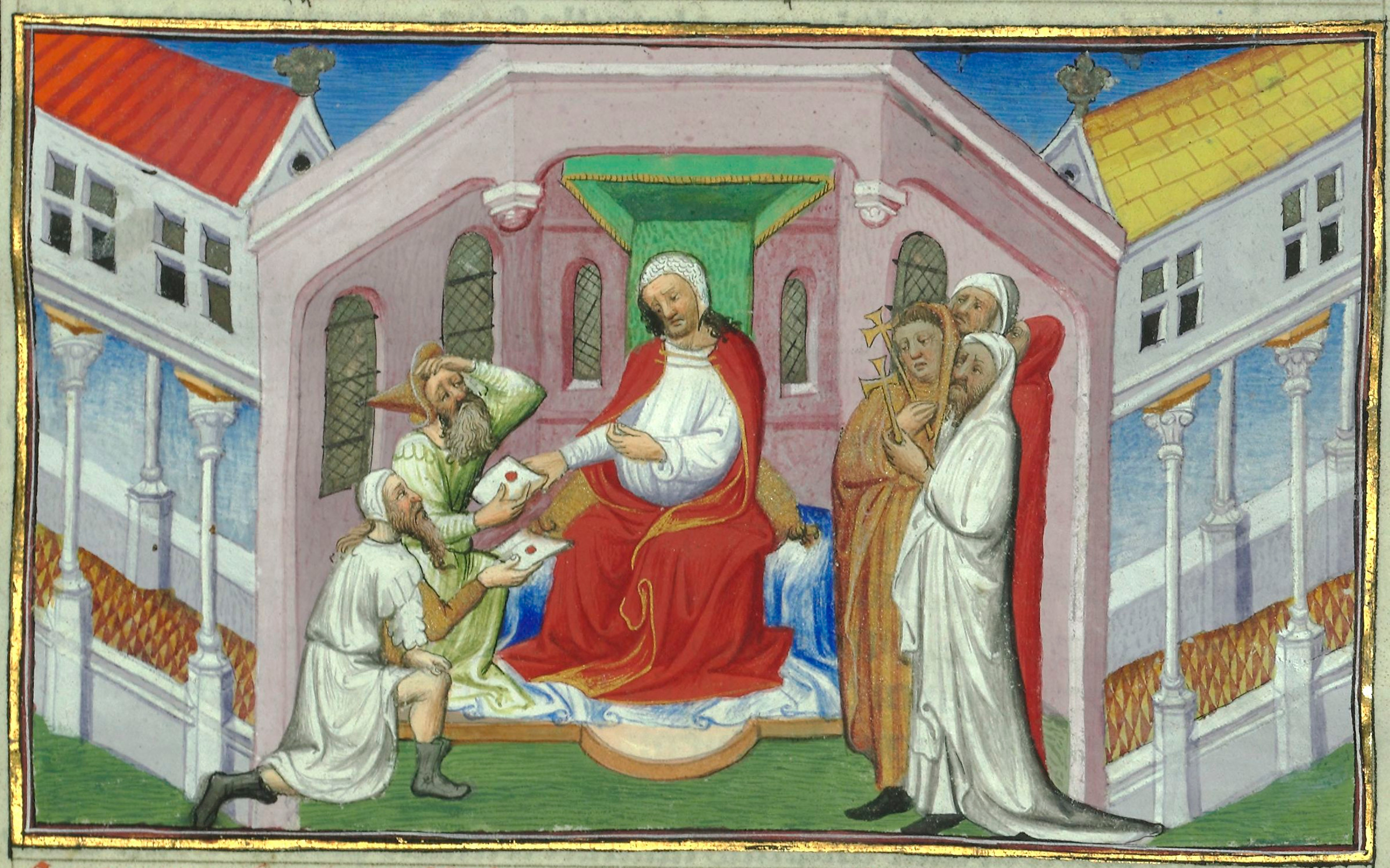
Illustratie in een uitgave van Il Milione uit de vijftiende eeuw. Ong Khan wordt afgebeeld als een kardinaal met twee assistenten met christelijke kruizen in verband met zijn associatie als Pape Jan

Er zijn uit de periode van vóór de Yuan verslagen van missies van een aantal franciscanen naar de toenmalige hoofdstad Karakorum van het Mongoolse rijk. De belangrijkste zijn de Ystoria Mongalo rum quos nos Tartaros appellamus  (" Geschiedenis van de Mongolen die wij Tartaren noemen ") van Johannes van Pian del Carpine en de  Itenararium ad Partes Orientales (" Reisverslag naar de Oostelijke gebieden ") van Willem van Rubroeck. 
Voor de periode van de dynastie zelf zijn er ruim tien brieven en verslagen, onder meer van Giovanni da Montecorvino en Odoric van Pordenone. 
Il Milione, het verslag van het verblijf van Marco Polo in het land bevat veel informatie over de aanwezigheid van met name het nestoriaanse christendom. Er is verder de officiële correspondentie tussen een aantal West-Europese koningen en pausen met Mongoolse khans. Die zijn zowel in het Latijn als het Mongools. Er zijn nooit brieven uit deze correspondentie gevonden die in het Chinees geschreven  of vertaald zijn.

### Schriftelijke bronnen in andere talen
Er zijn een aantal bronnen in het Perzisch, Arabisch en Syrisch, die handelen over de aanwezigheid van het christendom in China tijdens de betreffende periode. De belangrijkste zijn de  Chronicon Ecclesiasticum  (" Kerkgeschiedenis") van  Bar-Hebraeus en de  Jami' al-tawarikh  (" Compendium van geschiedschrijvingen van de wereld") van Rashid al-Din. Deze werken refereren onder meer aan de invloedrijke  posities die een aantal nestorianen uit Mongoolse stammen, waaronder vrouwen, had bij de Mongoolse elite. Er is verder een verslag van Rabban Bar Sauma over de reis die hij maakte van China naar Perzië en waarin hij ingaat op een aantal nestoriaanse gemeenschappen.

### Archeologische vondsten
Archeologische vondsten voor de nestoriaanse kerk zijn stenen platen, grafstenen, overblijfselen van twee nestoriaanse kerken, een gebedenboek en de zogenaamde Ordoskruizen waarvan er in de omgeving van de Ordoswoestijn in het huidige Binnen-Mongolië honderden zijn gevonden.  
Er zijn een aantal grafstenen gevonden waarvan het duidelijk is, dat het begraven rooms-katholieke christenen betreft alsmede overblijfselen van twee rooms-katholieke kerken. Van een Byzantijnse kerk zijn eveneens overblijfselen gevonden, evenals enkele relieken met inscripties in het Grieks.

## De tweede introductie van het christendom in China

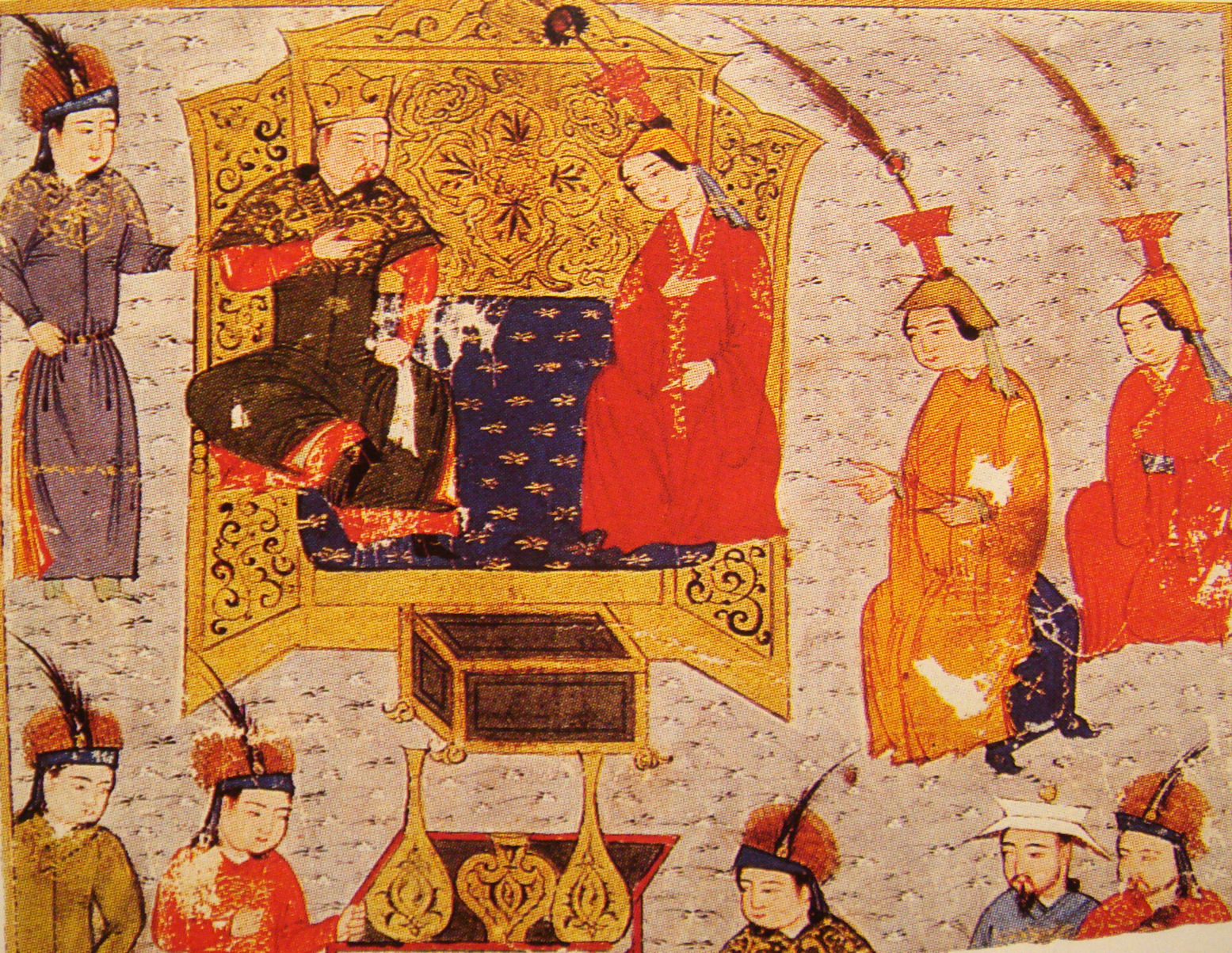
Tolui Khan en Sorghaghtani Beki. Illustratie uit de Jami' al-tawarikh van Rashid al-Din

De tweede introductie van het christendom begon met het binnentrekken van China door een aantal nestoriaanse stammen uit Centraal-Azië. Die waren beïnvloed door de cultuur van de deels ook nestoriaanse Oeigoeren. Een aantal personen uit die stammen trad in dienst bij de heersers van de Jin-dynastie (1115-1234). In de eerste helft van de dertiende eeuw werd door de Mongolen het noorden van China veroverd. Een deel van het bestuur werd overgedragen aan ervaren nestoriaanse bestuurders. Tegelijkertijd werden er vanuit Kerk van het Oosten in Bagdad nieuwe missieactiviteiten ontwikkeld. Er werden nieuwe metropolieten naar het oosten van Azië gezonden om nieuwe kerkprovincies te creëren. 
Nestorianen in China waren vooral aanwezig in de Turkse en Mongoolse stammen der Keiraïten, die zich al kort na 1000 tot het nestorianisme hadden bekeerd, de Naimanen, Oeigoeren en de Onggud. Mar Mark, een monnik uit de stam van de Onggud, was van 1281 tot 1317 patriarch van de Kerk van het Oosten onder de naam Mar Yahballaha III. 
Ong Khan, een nestoriaanse heerser van de Keiraïten, werd in Europese literatuur van de middeleeuwen geassocieerd met de mythe van Pape Jan. Willem van Rubroeck schreef in zijn verslag dat hij de vader zou zijn van  Sorghaghtani Beki, de belangrijkste vrouw van Tolui Khan en de moeder van Möngke, Koeblai Khan, Ariq Boke en Hulagu. Sorghagtani Beki was voor de gehele periode van de Yuan-dynastie zonder twijfel de meest invloedrijke persoon met het nestoriaans geloof. 

### Rooms-katholieken
Er kunnen globaal drie groepen rooms-katholieken in het rijk van de Yuan onderscheiden worden. De eerste groep bestond uit – vooral Italiaanse – kooplieden die gevestigd waren in een aantal handelsplaatsen. Tot de eersten behoorden de broers Niccolo en Maffeo Polo, vader en oom van Marco Polo. Er waren permanente vestigingen van die kooplieden in Quanzhou, Yangzhou, Hangzhou  en Khanbaliq, het huidige Peking. Zij brachten de brieven van de missie van de franciscanen naar Europa en ondersteunden de missie in China ook in financiële zin. 
Een al iets oudere groep is bekend uit het verslag van  Willem van Rubroeck. Hij beschreef, dat hij tijdens zijn verblijf in Karakorum een kleine rooms-katholieke gemeenschap had opgemerkt die vrijwel geheel uit gevangenen bestond. Het grootste deel waren Fransen, gevangengenomen in Hongarije door de Mongoolse legers in 1242 die nu feitelijk slaven waren. 
De derde groep waren missionarissen en pauselijke legaten met hun gezelschap. In 1313 werd Giovanni da Montecorvino geconsecreerd als de eerste aartsbisschop van Peking.  Enige tijd daarvoor waren er twee rooms-katholieke kerken in Peking gebouwd. In 1341 waren er eenendertig missionarissen in Peking aanwezig. Dat is waarschijnlijk het hoogste aantal dat in de periode van de Yuan op een bepaald moment aanwezig is geweest.  Na ongeveer 1350 werden er geen missionarissen meer naar China gezonden. 

### Andere christenen
Er waren in Peking tevens  Armeniërs die deel uitmaakten van de Armeens-Apostolische Kerk en Byzantijnse Alanen aanwezig. Van de eerste is het aantal onbekend. Deze  Armeniërs vormden in wezen ook een slavengemeenschap, die naar het oosten was gedeporteerd na de Mongoolse verovering van hun thuisland. Daarnaast waren er echter ook Armeense kooplieden. 
De Alanen waren omstreeks 1235 China binnengetrokken en waren onderdeel geworden van de strijdmacht van de Mongolen in de campagnes tegen de  Zuidelijke Song-dynastie. Het aantal Alanen in Peking moet in deze periode ongeveer dertigduizend bedragen hebben. Armeniërs en Alanen  hadden geen eigen kerken en geestelijken in Peking en werden niet toegelaten tot de nestoriaanse kerken. In 1318 werd een eerste Armeense kerk in Peking gebouwd.

## Positie van christenen
De Yuan deelden de bevolking van het rijk in volgens een aantal categorieën. Christenen behoorden qua importantie tot de tweede categorie, na de Mongolen zelf, maar boven  Han-Chinezen. Die tweede categorie werd de Semuren  genoemd en heeft een betekenis als Gemengde categorieën. Dit waren verder bijvoorbeeld Oeigoeren, Tangut, Perzen, Turken, Naimanen, 
De belangrijkste religies in het rijk waren het boeddhisme, taoïsme, islam en christendom. Zolang de leidinggevenden uit deze godsdiensten in hun gebeden en opstelling hun loyaliteit aan de Yuan toonden, konden ze rekenen op privileges, zoals vrijstelling van belasting voor religieus eigendom. De lijst van deze vier godsdiensten bleef gedurende de gehele periode van het rijk maatgevend, hoewel vanaf rond 1300 ook joodse religieuze instellingen in China belastingvrijstelling konden krijgen.

## Relaties tussen de nestoriaanse en rooms-katholieke geestelijkheid
Uit de bronnen wordt duidelijk, dat de omvang van het aantal gelovigen en de invloed van de nestoriaanse Kerk van het Oosten aanzienlijk groter was dan die van de Rooms-Katholieke Kerk. De Yuan hielden toezicht op de Kerk van het Oosten  door de Commissie voor de Bevordering van Godsdienst. Die werd geleid door een via de metropoliet door de keizer aan te wijzen functionaris. 
Er waren spanningen tussen de nestoriaanse en rooms-katholieke geestelijkheid tijdens de Yuan. De rooms-katholieke missionarissen beschouwden nestorianen als ketters. Hun doctrine was in 431 op het Concilie van Efeze al veroordeeld. In de brieven van Giovanni da Montecorvino aan Paus Clemens V wordt uitgebreid de voortdurende tegenwerking van nestorianen beschreven. 
Die spanning had ook te maken met het feit, dat rooms-katholieke missionarissen nestorianen trachtten te bekeren. In 1294 wist da Montecervino  Prins George, de nestoriaanse  heerser van de Mongoolse stam van de Onggud te bekeren tot het rooms-katholicisme. De volgende vier jaar tot aan het overlijden van Prins George in 1298 leefde hij bij de Onggud, waarvan er een aantal het voorbeeld van de heerser volgden. Hij vertaalde grote delen van het Nieuwe Testament in het Oeigoers alsmede het Psalter, waardoor de mis in het Oeigoers kon worden opgedragen. Tijdens deze vier jaar ontmoette hij hevige tegenstand van de nestoriaanse Kerk van het Oosten tot aan bedreigingen met de dood toe. Zijn missie bij de Onggud eindigde na de dood van Prins George, toen zijn familieleden met interventie van nestoriaanse bisschoppen  de bekeerden terug leidden tot het nestorianisme. 
Beide groepen slaagden er niet in om bekeringen te maken onder Chinezen, de overgrote meerderheid van de bevolking van het rijk. 
Geen enkele rooms-katholieke missionaris na da Montecervino wist ook Chinees of Mongools te beheersen. 
Voor zover er  door rooms-katholieke missionarissen  bekeringen zijn gemaakt waren die – naast een gering aantal nestorianen –  voor het grootste deel afkomstig uit de in Peking aanwezige Armeniërs en Alanen.  Ook van bekeringen  onder islamieten en joden is niets bekend.

## Relatie met boeddhisme en taoïsme
Ook de afwezigheid van polemische literatuur bij boeddhisten en taoïsten ten opzichte van het christendom wijst op het feit, dat dit vrijwel alleen gelovigen vond bij niet-Chinezen.  Er zijn enige conflicten tussen de nestoriaanse en taoïstische geestelijkheid bekend. Die handelden vooral over eigendomsrechten. Het was de beoogde vrijstelling van belasting op onroerend goed en niet een religieuze factor die hier oorzaak was van het conflict. 
In zijn reisverslag beschreef Willen van Rubroeck, dat hij door Möngke Khan werd gesommeerd om naast een nestoriaanse geestelijke deel te nemen aan een debat met boeddhisten en islamieten. Het debat handelde over de vraag  “ welke religie, christendom of boeddhisme, het meest vreedzaam kon bestaan naast de Mongoolse volksreligie “.  Willem van Rubroek verdedigde hier in de eerste plaats het christelijke monotheïsme dat hij tegenover het volgens hem atheïstische boeddhisme plaatste. Het feitelijke debat handelde over het bestaan van God en de opvatting dat het goede het afwezig zijn van het kwade is. De vragen van boeddhistische zijde in het debat wijzen erop, dat zij het geloof zoals verdedigd door Willem van Rubroeck in wezen als een vorm van  manicheïsme beschouwden, dat in China veel bekender was. 

## De tweede verdwijning van het christendom uit China
In 1368 viel de Yuan-dynastie en werd opgevolgd door de Ming-dynastie (1368-1644). Er is geen enkele bron uit de Ming-periode die iets meldt over aanwezigheid van christenen uit de vorige dynastie. Met de val van de Yuan-dynastie kwam ook een eind aan het bestaan van een georganiseerde christelijke aanwezigheid. De buitenlandse kooplieden dienden het land te verlaten. De bescherming en veiligheid die  de Mongoolse dynastie kon waarborgen voor christelijke functionarissen was met de val daarvan verdwenen. De handelsroutes naar het Verre Oosten waren aan het eind van de veertiende eeuw door de veroveringen van Timoer Lenk in Centraal-Azië geblokkeerd. De nestoriaanse geestelijkheid verliet China na de val van de dynastie en de Chinese kerkprovincie werd ondergebracht bij de Indiase kerkprovincie. 
Voor de missie van de franciscanen wordt ook wel de interne verdeeldheid binnen de orde in de veertiende eeuw als reden benoemd. Met de val van de dynastie en meer in het algemeen de afname van de Mongoolse machtsfactor was er ook geen reëel perspectief meer op een Europees-Mongoolse alliantie gericht op herovering van het Heilige Land. Ook het idee van een hereniging van de Rooms-Katholieke Kerk en de kerken in het oosten had geen aandacht meer na het Westers Schisma van 1378.